# Focke-Wulf Ta 400
Focke-Wulf Ta 400 je bil težki 6-motorni propelerski strateški bombnik z dolgim dosegom, ki so ga razvijali v Nemčiji med 2. svetovno vojno. Poganjalo naj bi ga šest motorjev BMW 801D, kasneje naj bi imel še dva reatkivna Jumo 004. Ta 400 je bil eden od predlogov v programu Amerika Bomber, vendar so ga preklicali preden so dokončali prototip.  

## Specifikacije (Ta 400, ocena)
Podatki iz 
Splošne značilnosti
- Posadka: 9
- Dolžina: 28,7 m (94 ft 2 in)
- Razpon kril: 45,8 m (150 ft 3 in)
- Bruto teža: 60.000 kg (132.277 lb)
- Pogon letala: 6 × BMW 801D 14-valjni zračnohaljeni zvezdasti motor, 1.300 kW (1.700 hp)  vsak
- Pogon letala: 2 × Junkers Jumo 004 turboreaktivni motor, 8,8 kN (2.000 lbf) potisk motorjev  vsak

Zmogljivost
- Maks. hitrost: 720 km/h (447 mph; 389 kn)
- Doseg: 9.000 km (5.592 mi; 4.860 nmi)

Oborožitev

- Strelno orožje: 10 × MG 151/20 strojnice, 2 × MG 131/20 topova
- Bombe: Največ: 24.040 kg (53.000 lb), 10.000 kg (22.000 lb) pri doleti 9000 km